# Elrio van Heerden
Elrio van Heerden (Porto Elizabeth, 11 de julho de 1983) é um futebolista sul-africano. Atua pelo Blackburn Rovers da Inglaterra e foi artilheiro da Seleção Sul-Africana de Futebol pela Copa das Nações Africanas de 2008 com dois gols.

## Carreira
Heerden representou o elenco da Seleção Sul-Africana de Futebol no Campeonato Africano das Nações de 2008.